# Абашева
Абашева — река в России, протекает по Новокузнецкому району Кемеровской области. Правый приток реки Томь. Устье реки находится в 609 км от устья Томи. Длина реки составляет 68 км, площадь водосборного бассейна — 433 км².

## Топонимика
Название по личному шорскому имени Абаш. Видимо, в старину на её берегу проживал выше названный Абаш, личное имя или прозвище которого русскоязычные жители превратили в фамилию Абашев, а реку они же стали именовать «река шорца Абашева».

## Притоки
- Карлык 1-й
- Карлык
- Малая Сиенка
- Большая Сиенка
- 27 км: Узунца, левый
- 33 км: Кедровка (Мал. Кедровая), правый.
- 40 км: Широкая, правый.
- 45 км: Каменушка, правый

## Данные водного реестра
По данным государственного водного реестра России относится к Верхнеобскому бассейновому округу, водохозяйственный участок реки — Томь от истока до города Новокузнецк, без реки Кондома, речной подбассейн реки — Томь. Речной бассейн реки — (Верхняя) Обь до впадения Иртыша.